# SPACE PIRATE CAPTAIN HERLOCK
『SPACE PIRATE CAPTAIN HERLOCK OUTSIDE LEGEND 〜The Endless Odyssey〜』は日本のSFアニメ作品。先行でDVDが販売され、その後日本テレビほかにて2003年10月8日から12月31日まで放送。全13話。

## 作品解説
1978年にテレビ朝日系列で放送されたアニメ版『宇宙海賊キャプテンハーロック』（原作:松本零士）の続編的位置付けの作品で、前作の敵であるマゾーンとの戦いの後についての出来事が描かれている。しかし、一部の設定では細かな違いがある。
監督には前述のアニメ版『宇宙海賊キャプテンハーロック』や同じく松本零士原作の劇場アニメ『銀河鉄道999』でファンの支持を得たりんたろうがあたっている。アニメーション制作は東映動画からマッドハウスに変更。松本零士による原作の漫画作品ではないオリジナル作品であり、原作者の松本は、本作をりんたろう版ハーロックだと断っている。
本来は、2002年6月27日からAT-Xでのテレビ放映が予定されていたが、放送直前に敵側の兵器の一部にダビデの星のデザインが使用されていたことで松本からの抗議を受けて一時製作を中止。放送も無期延期となったものの、数ヵ月後に製作が再開された。このような事情から、テレビアニメとして制作されていた本作は先行する形で映像ソフトが販売され、後に日本テレビでテレビ放映されるという異例の形式で展開された。

## ストーリー
マゾーンとの戦いの後、ハーロックはミーメ、トリさんと共に地球を発ち人々の前より姿を消した。そして彼ら2人と1羽以外のアルカディア号乗組員達は地球でハーロックと別れた後にそれぞれ別の生き方を送っていた。
物語は元乗組員の一人である有紀螢が独自に結成した小規模の宇宙海賊が宇宙保安局に捕らえられる場面から始まる。
地球から遙か彼方の植民惑星K-12 三等惑星、通称「はきだめの星」。その星に暮らす台羽正は、徹底した管理社会、打ち捨てられた辺境という状況で荒んだ生活を送っていた。
ある日の夜、正は自宅にて何者かに殺害された父とヌーと名乗る4人の死人の姿を目の当たりにする。口封じのためにヌーの一人が正の殺害を実行せんとするその時、重力サーベルの銃撃で正を救ったのはハーロックだった。
「真の漢になりたければ、俺の艦に乗れ」そう言い残し、ハーロックは去っていった。

## 本作の設定
この物語は上記の通り『宇宙海賊キャプテンハーロック』、特にテレビアニメ版を基にした後日談であり、ハーロックやアルカディア号の一部乗員については地球で別れた後の生き様についても明確に描かれている。
しかし、『ハーロック』原作並びにテレビアニメ版での描写と異なる点として、作中の地球の描写や一部の登場人物の設定が挙げられる。
地球については原作及びテレビアニメ版の設定では、堕落した人類が太陽系内の狭い世界だけで満足し、そこで得られる惑星ダイヤや宇宙酒（酒性岩）などの資源を浪費して繁栄を謳歌している惑星であったのに対し、本作では資源もマンパワーも失われ老人や病人、子供しか残っていない辺境の一惑星であり、人類発祥の星程度の認識しかなされていない。また、原作やアニメ版で描かれた、球体ペナントの撃ち込みやマゾーン女王ラフレシア率いる艦隊との決戦といった一連のマゾーンからの攻撃的行為の影響も作中では確認されない状態である。
登場人物については原作およびテレビアニメ版で殺害された台羽博士と、マゾーンのひとりであった波野静香がマゾーンとは関係のない人物として存在している。
またマゾーン戦でアルカディア号のクルーになった正も、今作においてはハーロックと面識がなく、新たに「アルカディア号のクルーとなって登場」するといった松本作品の「成長前の若者像」の象徴として登場する。
台羽（台場）博士の何らかの形による喪失（既に故人であったり、作中殺害される）から息子の正がアルカディア号の乗組員となる一連の流れは、松本作品における台羽（台場）親子、特に台羽（台場）正のスターシステムの典型的な立ち位置である。

## 登場人物

### ハーロックと40人の海賊たち
ハーロック
声 - 山寺宏一
マゾーンとの戦いで地球を救った大海賊。しかしマゾーン戦の一切については宇宙保安局の意図により徹底的に秘匿・改竄されている為に関係者以外でそのことについて知る者はいない。地球を離れた後に消息不明となっており世間では死亡説すら流れていた。
かつて命を救った台羽博士との「約束」を守るために「はきだめの星」を訪れた際に「ヌー」と名乗る4人の亡者と台羽正に遭遇。正の命を救い、「真の漢になりたければ、俺の艦に乗れ」と言い残しその場を立ち去る。また、来るべき「ヌー」との戦いに備え、元乗員達の下を訪れるなどの行動をとる一方、ある理由により作中では再び彼らと別れ最終決戦に臨む。
『宇宙海賊キャプテンハーロック』より後の話であるため、前作でミーメの話す通り「『親友』がいなくなってから滅多に笑わなくなり、心を閉ざしてしまった」という彼の普段の様子に相応しい空虚で荒涼とした彼の精神世界が描写される場面が作中にある一方、旧乗組員達との再開の時は少しばかり表情を緩める場面もたびたび存在する。また、非常に強靭な精神力の持ち主であり、恐怖で人を支配しようとする「ヌー」に対し、逆に「恐怖」を植え付けるほどの激しい怒りを胸の内に秘めている。
台羽正
声 - 関智一
「はきだめの星」に住む青年。しかし徹底した管理社会と偉大な父親に対する己の未熟さへの苛立ち、そして「はきだめの星」に住む、生きるための努力も夢も持たず過去の栄光に縋り続けている人々との関係に嫌悪感を抱いていた為に非常に荒れた生活を送っていた。
ある夜、「ヌー」と名乗る亡者の一団と殺害された父の亡骸を目の当たりにする。その際に「ヌー」の一人によって命を狙われるもハーロックによって救われる。そしてハーロックの下に「父の仇を討つために船に乗る」と言う覚悟をしてアルカディア号乗員となる。最初の頃は無鉄砲で自分の未熟さへの苛立ちから誰彼かまわず噛みつく危なげな性格かつ真の恐怖と言うものに出会ったことがない青さが目立っていたが、自身の行動によって有紀螢が負傷した際に自分の行動に責任を持つようになり、その後自分の失態の責任をとることで死の淵にあった螢を救い出した。
父である台羽博士の遺品整理の際に父のデータベースのある「大宇宙図書館」内で父の助手をしていた波野静香より、生前に父が研究していた古代文明の石版のデータを渡される。後にこのデータによってアルカディア号はヌーの対抗策や地球を元に戻す手段を得ることになる。
「ネオ・テラ」にてハーロックからの下船命令が出されたときは従うふりをしてそのまま艦内に潜伏。その後、ハーロックの作戦通りに追い詰められたヌーが密度行列砲を使用し宇宙の裏側に転移した際、正が抱く父への思いと台羽博士が今際の際に抱いた、遺された正の行く末を案じる思いが共鳴し、裏側の世界で親子は再会を果たす。
有紀螢
声 - 佐久間レイ
アルカディア号のレーダー観測手であり非常に美しい容姿をした女性。地球でハーロックと別れた後にハーロック捜索と腐敗した社会への反抗として新たに自分を頭目とした宇宙海賊を結成し、自身が設計した「フローライト号」にて「最後の海賊」として宇宙保安局や特権階級の趣向品を積んだ輸送船等を襲撃していた。
ある時、部下共々保安局の罠に嵌められ、拘束されそのままハーロックをおびき出す餌として監獄惑星にて死刑執行を待つ身となるもハーロックと副長ヤッタランの行動により無事に脱獄に成功。再びアルカディア号乗員となる。
アルカディア号復員後は正の青さをからかう「大人」の女性としての立場で関わりを持っていたものの、ある時正の暴走により生じた彼の生命の危機に身を挺して彼を救うも自身は意識不明の重傷を負う。その後、意識のない体を「ヌー」の一人に利用されるもののハーロックの作戦と正の覚悟によって無事に体内に巣食うヌーを取り除かれ意識を取り戻す。その後は正を一人前の「漢」として見做す様になった。
死の淵にある頃、精神は体を離れ宇宙空間から消え去ったはずの地球にて後述する四博士に出会いこの事件の原因と告解を聞く。またその後「少女」と邂逅することでヌーの下に精神が堕ちることを食い止められていた。
ドクターゼロ
声 - 野沢那智
アルカディア号の船医で大の酒好き。愛猫のミーくんと共に地球でハーロックと別れた後は紆余曲折を経て「はきだめの星」と流れ着く。
流れ着いた「はきだめの星」ではBAR「あるかでぃあ」の経営者として自分同様に流れ着いた元宇宙船乗りの相手をしながらも、かつての栄光に縋り付く彼らと自身の境遇に苛立ちを感じていたところにハーロックと再開、再びアルカディア号船医として乗船する。
ミーメ
声 - 皆口裕子
アルコールを主食とする星の最後の1人であり、よくハープを爪弾いている。自身のことを「ハーロックに命を捧げた女」と述べており、どんな時でもアルカディア号やハーロックとの同行を許されている。アルコールを主食としていると言っても「酔う」ことはあるようでその際にはしゃっくりと共に体が金色に発光する。
非常に高い情報処理スキルを有し、アルカディア号の中枢大コンピュータと協力することで最重要機密であるはずのパノプティコン及び監獄惑星の設計図や秘匿映像のハッキングを行う場面がある。
ヤッタラン
声 - 龍田直樹
アルカディア号副長、小柄で肥満体の体型ゆえに保安局や一般民衆の多くの者から無能な男と見做されるものの監獄惑星に収容されていた時は牢名主として囚人たちの面倒を見ていた。脱獄の際、限られた手段しかない監獄惑星内で保安局側を手玉にとる、台羽博士の石版のデータよりヌーの用いる復元能力の秘密に気付き対策をとるなど数多くの功績を上げている。
本作においてもプラモデル作りが三度の飯よりも大好きであり、作戦の為に頭では理解していてもプラモが壊れていく様には涙を流す。
魔地機関長
声 - 茶風林
アルカディア号機関長。ミーメ曰く「アルカディア号の次元振動流体重力エンジンを誰よりも理解している」男であり、作中の描写においてエンジン出力のロスを著しく低下させる一方、艦の恒星間航行速度は上昇させているなどその手腕を十二分に発揮している。
ハーロックと別れた後はアルカディア号の食堂責任者であったマスさんと共に鉱山のある開拓星に住み、鉱山の現場監督をしていた。中でも「タケマツ」と言う名の若者をかわいがっており彼の成長を楽しみにしていた。
ある時、鉱山の奥より正体不明の鳴動現象が発生。怯えるタケマツの成長を願い調査に送り出すも坑道が崩落したため単身タケマツを救うべく鉱山に出向いていた所、地震と共に地中より遺跡が出現。その際に「ヌー」の一人に捕まりハーロックが来るまでの余興として正との殺し合い、そして地中より出現した怪物との決闘を強いられる。正と協力して怪物の相手をするものの、直後怪物の正体が自身が探していたタケマツであると知り戦意を喪失する。己の理性のほとんどを恐怖とヌーへの服従で塗りつぶされていたタケマツはその爪を魔地に向けるも駆けつけたハーロックによって気絶させられる。紆余曲折を経て「ヌー」を撃退した後、ハーロックよりタケマツを（怪物としてではなく人として）「救ってやれ」と諭される。その際に戦士の銃を手渡され、涙ながらに大切なタケマツを「救う」為に引き金を引く。
マス
声 - 鈴木れい子
アルカディア号の食堂管理責任者で、ハーロックや正をはじめ40人のアルカディア号乗員の食事を一手に賄う老婆。ハーロックと別れた後は魔地機関長と共に鉱山惑星に渡り食堂を経営していた。 魔地がタケマツ救助に赴いた際、自身に出来ることが何もないことから魔地の出立を見送った後はハーロックが訪れるまで自棄酒をしていた。
ドクターゼロの愛猫ミーくんとは日夜盗み食いの攻防戦をする関係である。
サブ、ヤス
声 - 江川央生、中嶋聡彦
サブ・ヤス共に有紀螢の下で「最後の海賊」として宇宙保安局に反抗していた宇宙海賊の男達、螢を「姉御」と慕う。フローライト号にいた時分よりアルカディア号の乗員になることを夢見ており螢と共に監獄惑星を脱獄した際に晴れてその願いは叶うことになる。航海中に両者共「ヌー」の精神攻撃により筆舌に尽くしがたい「恐怖」を与えられるものの、アルカディア号乗組員として、漢として見事克服する。正の失態で螢が負傷し生死の境を彷徨うことになった際には正を殴りつけはしたが、「それで遺恨の清算は済んだ」と正を労り、彼の成長を見守っていた。

### 正の関係者
台羽博士
声 - 堀勝之祐
台羽正の実父にして宇宙遺跡調査チームの一人であり、宇宙各地に点在する文明の源流を探る旅に他の四博士と共にその源流があるとされる砂時計星雲、その中心に存在するイエダール星域に赴く。イエダールにて「門」と言うべき遺跡を目の当たりにするも彼以外の四博士がその「門」に触れた際に彼らの体に「ヌー」が宿ってしまう。「ヌー」に捕まり彼らを封印した技術について調べ上げることを強要されるも拒否、その結果宇宙空間に放逐されるも偶然近くを航行していたアルカディア号に救われる。その際にハーロックとある「約束」をする。
その後紆余曲折を経て古代文明に関係する石版を入手しそれを基にして古代文明の研究を行う。その成果が実る時に再度ハーロックと連絡を取り「約束の時が来た」と告げる。その後自宅にてヌーの一団が来襲、殺害されるものの石版のデータは既にバックアップしていたことから正を経由してヤッタラン、そしてハーロックに伝わることになる。
表の世界では死亡したもののヌーが封印されている宇宙の裏側に「生から死へ転ずる瞬間」の状態で留まっており、最終話で自身の下に訪れた正に真実を告げ、彼の成長を喜びながら消えて行った。
波野静香
声 - 篠原恵美
台羽博士の助手をしている女性で、データベース「大宇宙図書館」にて台羽博士と共に石版の研究を行っていた。博士の死後、遺品整理に訪れた正に石版のデータを渡した。
彼女自身の正体は実はプログラム上の疑似人格であり博士の死亡と共に存在意義を失ったためシステム規約に基づいて消滅した。
ナナ
声 - 折笠富美子
正の幼馴染で「はきだめの星」の警察署所長の一人娘。正に好意を持ってはいるものの彼が一向に気付く気配は無く、また彼の素行不良から父である警察署所長からも彼との交際を反対されている。

### 宇宙保安局関係者
イリタ
声 - 若本規夫
「宇宙に秩序を」というスローガンに基づき徹底した管理社会の実現による人類の幸福を実現せんと邁進する宇宙保安局長官。元は地球の旧家の出身であるが、父の任務の都合で幼少期を冥王星で過ごす。父の死を経て母の実家である地球の祖父宅で暮らすようになった少年時代は祖父や保安局員養成学校の同期達から自身や父親のことを「冥王星帰り」などと蔑まれる差別を受けていた。
正式な局員になってしばらく後、アルカディア1号艦時代の若かりしハーロックと対峙、戦士の銃を突きつけられ死を覚悟するものの見逃される。その件より以降は執拗にハーロックを追いかけるようになる。
作中では監獄惑星に収容していた犯罪者達の命を利用して螢を捕まえるといった手段を選ばぬ強引な手腕を見せる一方、基本的には理知整然とした判断と自身の行動に覚悟と責任を取る「漢」としての一面も持っている。
首相より地球を消滅させたファタモルガーナ号の追跡に艦隊総責任者として任命されるもののヌーの復元能力と精神攻撃の結果、艦隊側が同士討ちを始め一方的な壊滅を果たす。
その際辛くも生き残るも目前に現れたアルカディア号に対し、一人の保安局員として「秩序を乱す海賊」を相手にするために単身小型艦載機で挑むも、アルカディア号の主砲砲撃により艦載機の機関部を撃ち抜かれ航行能力を喪失し宇宙を漂流する。その際偶然通りかかったトミ子親子に救われ、中央で指揮をしていた時分には見えなかった世の理不尽と歪みを目の当たりにすると共にトミ子親子と友好を深めるようになる。
その後、開拓星「ネオ・テラ」にてハーロックとファタモルガーナの戦闘を目の当たりにすると、保安局長官として、また艦隊を失った責任と自分達が情報を秘匿したことで被害の深刻さが知らされることが無かった各星系に対し、管理者権限を用いて全宇宙に実状を公開する。その後ハーロックに「俺の命の後を追ってこい！」と遺言を残し単身パノプティコンへの映像送信システムを搭載した航空機でファタモルガーナに特攻を仕掛け死亡した。
首相
声 - 大竹宏
容姿は前作『キャプテンハーロック』に登場した首相と同様。但し拠点は地球ではなく一等惑星に認定された惑星の首相官邸であり執務を行うことも無くゴルフの練習や競馬などの娯楽に明け暮れる堕落した人物。イリタに地球を消滅させたファタモルガーナの討伐を命じるも、その実は成功した際はその功績を自身の手柄に、失敗した時はイリタの責任にするための打算に満ちたものであった。
トミ子
声 - くまいもとこ
夫に先立たれ、息子のイチロウ（声 - 高山みなみ）と共に惑星間の運搬業に従事する肝っ玉母さん。イリタを救助するも当初思い詰めていたイリタに警戒するも直後に息子と打ち解ける様子を見て安堵する。ネオ・テラにて保安局の定めた法の抜け道や世間の理不尽さをイリタに説明するものの彼に対しては保安局に戻るよりは新天地でやり直すべきだと説く。
しかしイリタが自身の覚悟に基づいて特攻を仕掛ける際に、イリタの遺した手紙から彼の経歴とその覚悟の深さを知る。モニターに映し出された痛々しく傷ついた彼の乗る航空機の姿を見たイチロウが目を背けた際にはそれをやんわりと咎め「男が命を賭けて戦っているんだ」と諭した。また彼女の息子、イチロウに対してもイリタからの「自分の旗を間違えるな」という遺言とその心は母であるトミ子の言葉を通して伝えられた。

### ヌー
四博士
ヒルツ教授
声 - 藤原啓治
宇宙遺跡調査団のリーダー的人物であり、ヌーの宿主になった後も実質的なリーダー的ポジションにあった。寄生したヌーは「闇」の恐ろしさとそれを支配するヌーの讃歌を常に声高かに述べている。作中では最後まで残ったヌーであり密度行列砲によって地球を「裏側の宇宙」に転移させ、その大質量と光速を超えた速度によって宇宙の表側と裏側の境界である「門」に衝突させ、その門扉を破壊すると同時に裏側に封印されている同胞のヌー達に新たな肉体を提供する計画を考案するもギリギリの所で地球は本来の位置に戻された。
「門」が地球によって破壊される刻限にその瞬間を直接確認すべく「門」の正面に待機していたところ、「門」から地球の代わりに出現したアルカディア号の標的となり、それまでの歓喜から一転し恐怖と驚愕に満ちた表情のまま、アルカディア号の全兵装によってファタモルガーナごと完全に破壊し尽くされる最期をたどった。
レニ博士
声 - 高山みなみ
調査団の紅一点で生前は眼鏡をかけていた。寄生したヌーは恐怖による支配を好み、彼女によってファタモルガーナ討伐艦隊は恐怖で屈服させられ同士討ちの結果壊滅させられた。後にその宙域に訪れたアルカディア号に対しても同様の手段で服従を強いるも誰一人として服従しなかった上に手痛い反撃を受け、逆に自身がハーロックとアルカディア号に対して恐怖を抱いた末に発狂する。
その後は他の三博士の肉体に寄生したヌーにより拘束され密度行列砲の前に吊るされるも錯乱は治ることが無く、その最期はアルカディア号に向けて密度行列砲を発射する際に砲のエネルギーをまともに受けて体が四散した。
パク博士
声 - 高木渉
小太りで背の低い調査団最年長の男性研究者。寄生したヌーは人間を「自分達の奴隷の末裔」という見解を最後まで捨て去ることは無かった。作中では一人が発狂、一人がハーロックの精神力によって逆に打ち倒されたことにより、アルカディア号が自分達にとってどれほど脅威であるかを悟り破壊工作の為、寄生していたパク博士の体を捨て去り生死の危機にあった有紀螢に寄生する。その後はアルカディア号艦内で破壊工作を行うも、艦内で最も「安全」な区画である中枢大コンピュータールームにおびき寄せられ一切の火器を無効化させられた。加えてそこに居た台羽正の挑発を受け、彼の体を乗っ取ろうとするも返り討ちに遭い存在が消滅した。
ドクターハッサン
声 - 納谷六朗
調査団メンバーの一人、薬学の知識を有しており砂時計星雲に訪れる際にファタモルガーナの乗員は彼の調合した強力な向精神薬を服用することで発狂することなく「門」までたどり着いた。
彼に寄生したヌーは非常に加虐性が強く、見せしめや拷問、見世物を好む傾向にある。作中では自身の力を見せつけるためにドクターハッサンの体から自身に服従した神父風の黒衣の男性に寄生対象を変更した後にハーロックへの寄生を目論むも返り討ちに遭って消滅した。
ファタモルガーナ号乗員
四博士に寄生したヌーに殺害された後、その遺体を利用して宿主にされた者達。基本的には四博士の配下としてファタモルガーナの運行作業に従事している。
四博士のヌーとは異なり外部との接点はなく、また自我についても作中での描写はない。最期はヒルツ教授に寄生したヌーと同様にアルカディア号に破壊しつくされ全滅した。
「裏側」のヌー
「ねじれた紐の一族」に宇宙の裏側に追いやられ肉体を失った状態のヌー。複数存在し基本は球形であるが決まった形を有していない精神体の状態で存在する。密度行列砲で裏側に転移させられた地球に残る老人や病人、子供の体を狙うも「少女」とトチローに妨害され続け、最後まで体を得ることは叶わなかった。

### ねじれた紐の一族
遺跡の女王
声 - 伊藤美紀、小山茉美
「ねじれた紐の一族」の一人で青みがかったドレスを纏った白い肌の女性。「はきだめの星」に打ち捨てられていた遺跡の残骸の集積地内部にてハーロックに「ヌー」の存時と地球に迫る危機を伝える。
また、ネオ・テラの遺跡において自身の命と引き換えに「禍々しきもの」を封じ込めていたが、地球人類が遺跡を破壊し続けたことからその戒めが綻び、解放を許してしまう。
既婚者であり同族の男性を夫としていたが、その夫は「ヌー」の恐怖に服従し自身の姿すら忘れるまでの異形の存在に変質してしまっていた。
月の女王
声 - 榊原良子、小山茉美
「ねじれた紐の一族」の一人で赤紫色のドレスを纏った、遺跡の女王と瓜二つの容姿をした遺跡の女王の妹。月面のクレーター内に秘匿されている純白のピラミッド状の遺跡にてヌーの体の一部である地球を監視する役割を担っていた。石版のデータを持つアルカディア号の主要メンバーを前に宇宙神話とヌーが密度行列砲を用いて何を計画しているかについて語る。

### 地球に所縁のある人物
大山トチロー
声 - 山口勝平
ハーロックの親友にしてアルカディア号の製作者。作中では既に故人であるがその心はアルカディア号の中枢大コンピュータに宿っている。同時に宇宙の裏側にて死の直前の状態で存在し、そこで生活を営んでいる。
作中、ヤッタランの発言を受けて「生きていると同時に死んでいる世界」である裏側の世界にハーロックは意図的にヌーを追いつめることで侵入し、そこに庵を構えていた彼と再会する。
ハーロックより石版のデータを受け取った後、すぐさま密度行列砲の全容を理解する。ハーロックに密度行列砲の原理を語った直後、作成した「大山式密度行列砲」を裏の世界の中枢に向けて発砲することで、表の世界で密度行列砲によって無理矢理裏側の世界に転移させられた全てのものを元の位置に戻すことで地球の完全な消失とヌーの復活を阻止した。
アルカディア号が元の世界に戻り行く際にハーロックより「こんな時でもなければ酒を飲み明かしたい」という言葉を受けるも「そんな日（ハーロックが死んで裏側に来る日）は来ない方がいい」と言葉を返し、彼の心も中枢大コンピュータに戻って行った。
少女
声 - かないみか
容姿はトチローの愛娘、まゆの姿をしているが作中では本人であるとは断言されていない。ヌーの下に堕ちんとしていた螢の精神をオカリナの音色でつなぎとめる。またトチローの元へハーロックを案内するなどの行動をとる。加えて体を持たない裏側のヌー達から地球に残っていた人々をずっと守り続けていた。
ハーロックとトチローに非常に懐いており彼等との再会を心から喜び、安心してトチローの庵でうたた寝をする。作中最後の描写はアルカディア号が元の宇宙に戻る際に目覚めてハーロックに対して呼びかけをするところで地球が元の位置に戻っていく。

## 用語集
遺跡
宇宙の各地に点在する「ねじれた紐の一族」が築いた文明の痕跡で、主にヌーの為に作られたものとヌーを封印する為のものの2つに分けられる。宇宙保安局の規定においては許可なく破壊することを明確に禁止しているが、一片残さず別惑星に輸送した場合、移転扱いになり罰則の対象外となる為に等級の低い辺境惑星が率先して移転場所と言う名の廃棄物処理場に設定される。
ヌー
ビッグバンを起点として宇宙が誕生し、素粒子大の大きさに至るまでの時間（プランク時代）においてありとあらゆる生命体の祖を「恐怖」で縛り上げていた支配者。しかし宇宙の大きさが素粒子を越え物理法則が成立する環境下に移行した際に自身の下僕であった「ねじれた紐の一族」の技術により精神と肉体を分離させられた上で、その精神を宇宙の裏側に封印されていた。
残された肉体は宇宙に散り散りとなりその一部は惑星となり人類を含む知的生命体を生み出す母体となった。
地球上で様々な神話体系に存在する鬼・悪魔・地獄と言ったものはかつてのヌーの姿の一端であり、ヌーの呪縛によって生き物全てに遺伝子レベルで刻み込まれた不変の概念である。
肉体を失っている為、宇宙空間側に出てくる際には依り代として他の生物の体を必要とする。作中に登場した精神体の姿は球体やクラゲのような姿と一定せず、それぞれのヌーによって形状は異なる。
服従させた対象の精神・身体へ自在に介入することが出来、作中では服従対象を錯乱・異形の姿に変化させるなどの能力を見せつけている。
作中のヌーの言葉によると、本来の種族名は別のものであるが現在存在している宇宙空間上においては人類を初めとするあらゆる高等生物に発音できない言語を用いる為に便宜上、「ヌー」と名乗っている。
ねじれた紐
ヌーが自身への隷属の証として支配していた存在の基礎構造に組み込んだ二重螺旋構造、すなわちデオキシリボ核酸を持つ生物である。地球人類も当然DNAを持つ存在であるが地球人類の場合、地球自体が元々ヌーの体の一部であり、そこから生じた生命体であるが故に生まれながらに隷属の呪縛を受けている。
ヌーの下僕としてヌーの為に様々な技術を作り上げた一方、ヌーに反抗しヌーを封印する技術を作り上げた一派も存在したが悠久ともいえる年月を経た後にその身は亡び精神体として封印を維持し続けていた。しかしながら人類の無計画な開発の結果、封印の拠点や要である遺跡が破壊されて行ったことがこの騒動の遠因となる。
ファタモルガーナ
宇宙遺跡調査団の拠点となる宇宙船で遺物収容用の倉庫や大型クレーンをはじめとする土木器具が装備されている。主がヌーに代替わりした後にヌーにより新たに密度行列砲が装備され、同時にヌーの技術により虚数空間上に常に自身のバックアップを保存し続けることでヌーの望まぬ形での損壊・被害を受けた場合、即座に復元する能力が付与された。
本来は調査船であるために戦闘能力は皆無に等しく、ヤッタランの改造によって対抗手段を持ったアルカディア号は天敵であり基本的に逃げの一手を余儀なくされる状況になる。
密度行列砲
「ねじれた紐の一族」が作り上げた「空間の鎖」と「時間の矢」を再現・組み合わせたもので、物質のスピン角運動量に作用し物体を構成する物質の回転運動を強制的に反転させることで照射された物体を虚数空間に転移させる兵器。しかし強制的に転移させられたものは非常に不安定で少しの条件で元の空間に戻ろうとする性質があり、特に大質量の物体の場合それが顕著である。
また、転移させられた物体が周辺に与える影響、特に重力をはじめとする力場に関しては転移以前の状態を維持し続ける為に物体としてはそこに存在しないものの力学的な観点からは変わらずに存在し続けるという特殊性を帯びることになる（この為、地球が消えた後でも月は変わらず地球の重力の影響下に存在し続けていた）。
回路部分には随所に二重螺旋（ねじれた紐）の意匠が施されており、発射する光線も赤色の二重螺旋構造の軌跡を描く。
ネオ・テラ
イエダール星域の近く、人類の活動圏ギリギリに存在する新興開拓星で地球に近い環境の星。別名：最果ての星とも呼ばれている。トミ子達のような個人の零細恒星間ドライバー達により物資や開拓機器が輸送される一方、辺境惑星の常として他の等級の低い惑星と同様に移転という体で不法投棄される遺跡の残骸の廃棄場所でもある。住人の大半は軍人と学者であるが、いわゆる「訳あり」な人も多く、過去を捨てて新たな生活基盤を作るには最適な星であるとされている。また遺跡の女王により、かつて猛威をふるった「禍々しきもの」が封印された惑星でもある。
「禍々しきもの」
「ねじれた紐の一族」の中でもヌーに服従した勢力が作り上げた巨大兵器。形状は数kmにも及ぶ巨大な円筒状で意匠として火焔型土器のような文様や鬼とも悪魔とも取れる異形の存在の顔面を施した彫刻が施されている。遺跡の女王曰く、「この世の論理回路を持つすべての機械を狂わせる」能力を持った兵器で女王の命を要として円筒上部にストーンヘンジに酷似した環状列石の遺跡で封印されていたが、人類の遺跡の破壊による封印の綻びが発生しているところにヌーからの直接の起動命令により封印を破って復活。そのまま空中浮遊を行いアルカディア号のシステムを一時的にダウンさせる程度の威力の電磁パルスに似た攻撃を行う。また、星の地軸に干渉する能力も持ち大規模な地殻変動を発生させ、システムダウンしたアルカディア号を一時的にとはいえ地割れの中に封じ込めるといった戦果を上げている。最後はイリタの特攻に報いるため、地殻に食い込んでいる左翼を自ら爆破し、全ての操作を人力操作に置き換えて脱出を果たしたアルカディア号の急加速による膨大な力学的エネルギーを利用した『衝角(ラム)戦法』により貫かれ破壊された。

## スタッフ
- 原作 - 松本零士
- 監督 - りんたろう
- 脚本 - 村井さだゆき
- キャラクターデザイン・総作画監督 - 結城信輝
- メカニックデザイン - 小曽根正美、山田勝哉
- 撮影監督 - 山口仁
- CGチーフデザイナー - 尾崎隆晴
- 美術監督 - 池田尚
- 美術設定デザイン - 金子英俊
- 色彩設計 - すずきたかこ
- 音楽 - 服部隆之
- 音響監督 - 三間雅文
- 編集 - 稲垣亜紀、伊藤勇喜子、木村佳史子、寺内聡、土谷百合香
- プロデューサー - 田村学、豊田智紀
- 企画 - 丸山正雄、大島満
- アニメーション制作 - マッドハウス
- 製作著作 - 日本テレビ、バップ

## 主題歌
オープニングテーマ「THE ENDLESS ODYSSEY」
作曲・編曲 - 服部隆之
エンディングテーマ「NAMELESS LONELY BLUES」
歌・作詞 - Tia、作曲・編曲 - 服部隆之
エンディングテーマ「ちぎれた翼」 - テレビ放映時
作詞 - MIZUE、作曲 - 中野雄太、編曲 - 鈴木雅也、歌 - 20th Century

## 各話リスト
| 話数        | サブタイトル                           | 絵コンテ       | 演出       | 作画監督 | メカニック 作画監督 | レイアウト 作画監督 | 放送日         |
| ----------- | -------------------------------------- | -------------- | ---------- | -------- | ------------------- | ------------------- | -------------- |
| 1st VOYAGE  | はきだめのブルース                     | りんたろう     | 小寺勝之   | 結城信輝 | -                   | -                   | 2003年10月8日  |
| 2nd VOYAGE  | 誰がために友は眠る                     | 平田敏夫       | 小寺勝之   | 結城信輝 | 小曽根正美          | -                   | 2003年10月15日 |
| 3rd VOYAGE  | はるかなるヌーの呼び声                 | 杉井ギサブロー | 菊地康仁   | 島村秀一 | 小曽根正美          | 戸倉紀元            | 2003年10月22日 |
| 4th VOYAGE  | ヤッタラン・30秒の賭け                 | 小寺勝之       | 小寺勝之   | 阿保孝雄 | 小曽根正美          | 藤川太              | 2003年10月29日 |
| 5th VOYAGE  | 戦場は墓標の星に                       | 小寺勝之       | 菊地康仁   | 島村秀一 | 小曽根正美          | 戸倉紀元            | 2003年11月5日  |
| 6th VOYAGE  | 追憶の髑髏は優しく嗤う                 | 平田敏夫       | 菊地康仁   | 島村秀一 | 小曽根正美          | 戸倉紀元            | 2003年11月12日 |
| 7th VOYAGE  | 約束の地に月は待つ                     | 小島正幸       | 田中洋之   | 山田勝哉 | 小曽根正美          | 遠藤正明            | 2003年11月19日 |
| 8th VOYAGE  | 死滅の星の魔城                         | 小島正幸       | 小寺勝之   | 阿保孝雄 | 小曽根正美          | 藤川太              | 2003年11月26日 |
| 9th VOYAGE  | 友よ。魂の深き闇の果てに               | 平田敏夫       | 田中洋之   | 山田勝哉 | 小曽根正美          | 遠藤正明            | 2003年12月3日  |
| 10th VOYAGE | 蛍・幻想                               | 平田敏夫       | 金子伸吾   | 朝来昭子 | 小曽根正美          | 藤川太              | 2003年12月10日 |
| 11th VOYAGE | 震える宇宙                             | 川尻善昭       | 遠藤卓司   | 島村秀一 | 小曽根正美          | 戸倉紀元 藤川太     | 2003年12月17日 |
| 12th VOYAGE | さいはてに魂は流れる。別れに言葉もなく | 平田敏夫       | 田中洋之   | 朝来昭子 | 小曽根正美          | 遠藤正明            | 2003年12月24日 |
| 13th VOYAGE | …涯                                    | りんたろう     | りんたろう | 山田勝哉 | 小曽根正美          | -                   | 2003年12月31日 |

## 放送局
| 放送局         | 放送日時         | 放送期間                   | 備考   |
| -------------- | ---------------- | -------------------------- | ------ |
| 日本テレビ     | 水曜 0:53 - 1:23 | 2003年10月8日 - 12月31日   | 製作局 |
| 福島中央テレビ | 土曜 1:28 - 1:58 | 2003年10月11日 - 2004年1月 |        |
| 福岡放送       | 火曜 1:28 - 1:58 | 2003年10月14日 - 2004年1月 |        |
| 長崎国際テレビ | 火曜 1:23 - 1:53 | 2003年10月21日 - 2004年1月 |        |
| よみうりテレビ | 日曜 3時頃       | 2004年1月19日 - 2004年4月  |        |

## VHS / DVD
| 巻 | 発売日         | 収録話      |
| -- | -------------- | ----------- |
| 1  | 2002年12月21日 | 1st VOYAGE  |
| 2  | 2003年1月22日  | 2nd VOYAGE  |
| 3  | 2003年2月21日  | 3rd VOYAGE  |
| 4  | 2003年3月21日  | 4th VOYAGE  |
| 5  | 2003年4月23日  | 5th VOYAGE  |
| 6  | 2003年5月21日  | 6th VOYAGE  |
| 7  | 2003年6月25日  | 7th VOYAGE  |
| 8  | 2003年7月24日  | 8th VOYAGE  |
| 9  | 2003年8月21日  | 9th VOYAGE  |
| 10 | 2003年9月25日  | 10th VOYAGE |
| 11 | 2003年10月22日 | 11th VOYAGE |
| 12 | 2003年11月21日 | 12th VOYAGE |
| 13 | 2003年12月21日 | 13th VOYAGE |

## サウンドトラック
- SPACE PIRATE CAPTAIN HERLOCK〜The Endless Odyssey〜ORIGINAL SOUNDTRACK

2002年12月21日、バップ、VPCG-84766